# Graecostasis
Graecostasis je bila ploščad v Comitiumu blizu Rrimskega foruma, zahodno od Rostre . Ime se nanaša na grške veleposlanike, za katere je bila ploščad prvotno zgrajena, potem, ko je Rimska republika osvojila Grčijo. Postavljena na jugozahodnem koncu Comitiuma je bila ploščad mesto za vse predstavnike tujih narodov in dostojanstvenikov iz republike in imperija.
Obiskovalcem iz tujine ni bilo dovoljeno v senatno hišo ali kurijo in so namesto tega lahko stali na tej ploščadi, medtem ko so čakali na srečanje s senatorji ali poslušali govornike iz Rostre na vzhodni strani. Čeprav je en strokovnjak izpodbijal to razlago in trdil, da je morda služila kot ploščad za gledanje zabave. 

## Pregled
Graecostasis je bila, kot navaja Niebuhr, kot privilegirani sedeži v dvorani parlamentarne skupščine. Stationes Municipiorum, o katerem govori Plinij, se zdi, da so bili kraji, dodeljeni občinam za isti namen. Ko se je sonce videlo iz Curie, ki je izhajalo med Rostro in Graecostasis, je bilo sredi dneva, [3] in dostop konzula je napovedal čas z jasnim glasom.
Velik del zgodovine zgradbe je bil izveden enako kot drugi znani podobni spomeniki. Ko so bili govorniki na Rostri obrnjeni proti severu proti kuriji, da bi govorili, je bila Graecostatsis poravnana po polkrogu, za katerega so verjeli, da je bil zunanji odtis amfiteatra Comitiuma, ki je bil odstranjen, ko je mesto postavilo moratorij na stalno gledališče. Menijo, da je to mogoče posledica nemirov, ki so jih sprožili politični govori o Rostri ali politične gledališke predstave.
Čeprav so bila izvedena izkopavanja, natančna lokacija ostaja nejasna. Več slojev ruševin v Comitiumu kaže konstantne spremembe v majhnem časovnem obdobju, kar je dvignilo raven prostora in posledično lokacijo ploščadi. Mnogi zgodovinarji verjamejo, da je Rostra ohranila svojo lokacijo v Comitiumu med različnimi rekonstrukcijami in gradnjami, saj je bila ta ploščad stalen element rimske politike in je imela časten in povišan status, medtem ko se je Graecostasis domnevalo, da je bila preprosta lesena struktura. Izvedena je bila teorija, da je bila finalna faza konstrukcije zgrajena iz kamna in betona in je vidna v najvišjem sloju neposredno pod sodobno ravnjo tal ob ostankih prvotne Rostre, preden jo je premaknil Julij Cezar.
Zaradi delne zmede glede podobne strukture v bližini in rimske uporabe številnih grških tradicij se je o lokaciji razpravljalo; vendar pa sodobni zapisi iz časa ločijo dve ločeni strukturi, od katerih je ena Graecostadium, a veliko večji in popoln arhitekturni objekt. Njegova uporaba je bila namenjena usposabljanju in telesni vadbi in je starodavno enakovredno veliki zapleteni gimnaziji.

## Okolica
V bližini Graecostasis in Rostre je bilo starodavno svetišče, imenovano Volcanale. To in Lapis Niger predstavljata najstarejši del prostora Comitiuma. Oltar, prvotno svetišče boga Vulkana, je postal prva govorniška ploščad, podobna v pomenu Rostri in je bil verjetno prvič uporabljen za rimske kralje. Okolica Volcanala, Rostre in Graecostasis je tudi mesto več zgodovinskih spomenikov in dveh dreves, ki naj bi jih posadil Romul. Cipresa in lotusovo drevo sta stala blizu teh struktur; starost in velikost teh dreves sta bili tako veliki, da je bilo ugotovljeno, da so njihove korenine začele spodkopavati tla pod Cezarjevim forumom.

## Zgodovina
Prvotna lokacija Comitiuma je bila na polici podobnem delu pobočja Kapitolskega griča. Ta polica je bila širša zaradi depresije med vrhoma griča in je bila neposredno pred Tabulariumom. To je lokacija terase, kjer so se trije prvotni narodi sestajali na nevtralnem tleh zunaj utrdb posameznih naselij in plemen in so zagotovili prostor za prve stavbe skupne vlade. Ko je Tibera poplavila, je voda pokrivala Forum in Comitium, kar je za več dni zaustavilo vse poslovanje. Iz tega razloga je bilo veliko prvotnih stavb postavljenih na višje položaje, spodnja raven pa je bila rezervirana za skupščine, volitve in javne predstave, zaradi česar je ni smelo biti brez večjih trajnih ovir. Domneva se, da sta prvotni Rostra in Graecostasis bili samo takšne nestalne strukture, ki so bile preprosto dvignjene, lesene tribune, ki bi jih bilo mogoče sestaviti, razstaviti in premakniti, kamor je bilo to potrebno.